# Devils Night
Devils Night (benannt nach einer Tradition in Detroit in der Nacht vor Halloween) ist das erste Studioalbum der Detroiter Rap-Crew D12. Es erschien am 5. Juni 2001 als erstes Album bei Eminems neu gegründetem Label Shady Records.

## Produktion und Samples
Eminem fungiert bei dem Longplayer als ausführender Produzent. Er produzierte die Beats zu sechs Liedern (Pistol Pistol, American Psycho, Purple Pills, Pimp Like Me, Girls, Words Are Weapons) selbständig. Die Produktionen zu Instigator, Blow My Buzz und Devils Night entstanden in Zusammenarbeit mit Jeff Bass als Co-Produzent. Außerdem zeichnete Dr. Dre für die musikalische Auskleidung der Songs Nasty Mind, Ain't Nuttin' But Music, Fight Music und Revelation verantwortlich. Das D12-Mitglied Denaun Porter produzierte Shit Can Happen und mit Eminem als Co-Produzent That's How.... Des Weiteren produzierten Eminem, Jeff Bass und DJ Head den Beat zu These Drugs und DJ Head mit Eminems Hilfe als Co-Produzent Shit on You.
Lediglich zwei Lieder des Albums enthalten Samples von Stücken anderer Künstler. So enthält That's How Elemente des Songs If There's A Hell Down Below von Curtis Mayfield, und bei Revelation wurde ein Teil von Another Brick In The Wall, Part 2 von Pink Floyd gesampelt.

## Covergestaltung
Das Albumcover zeigt eine brennende schwarze Streichholzschachtel, auf der sich das Logo von D12 befindet. Der Hintergrund ist schwarz gehalten, und am rechten unteren Bildrand befindet sich der Schriftzug Devils Night.

## Gastbeiträge
Neben den Mitgliedern von D12 sind auf sechs Titeln andere Künstler oder Personen zu hören. So tritt die Sängerin Truth Hurts beim Song Nasty Mind in Erscheinung, und die Sängerin Dina Rae hat, wie schon bei Eminems Soloalben, einen Auftritt auf Track 13 (Pimp Like Me). Der Rapper und Produzent Dr. Dre ist beim Refrain von Ain't Nuttin' But Music zu hören, wird aber im Booklet nicht mitaufgeführt. Das Shady-Records-Mitglied Obie Trice rappt beim gleichnamigen Skit ein paar Zeilen. Außerdem kann man auf weiteren Skits den Produzenten Jeff Bass sowie Steve Berman hören.

## Titelliste
| #  | Titel                                       | Gastbeiträge | Produzent                     | Länge | Besetzung |
| -- | ------------------------------------------- | ------------ | ----------------------------- | ----- | --- |
| 1  | Another Public Service Announcement (Intro) | Jeff Bass    |                               | 0:49  | Jeff Bass, Kuniva                                                                                                  |
| 2  | Shit Can Happen                             |              | Denaun Porter                 | 4:52  | 1. Vers: Kon Artis, Kuniva 2. Vers: Swift, Eminem Refrain: Eminem, Kon Artis Outro: Eminem                         |
| 3  | Pistol Pistol                               |              | Eminem                        | 5:23  | 1. Vers: Swift, Proof 2. Vers: Kuniva, Kon Artis 3. Vers: Bizarre Refrain: Eminem Intro/Outro: Bizarre, Swift      |
| 4  | Bizarre (Skit)                              |              |                               | 1:12  | Kuniva, Bizarre |
| 5  | Nasty Mind                                  | Truth Hurts  | Dr. Dre                       | 4:43  | 1. Vers: Swift, Kuniva 2. Vers: Kon Artis, Bizarre Refrain: Bizarre, Truth Hurts Intro/Outro: Truth Hurts, Bizarre |
| 6  | Ain’t Nuttin’ But Music                     | Dr. Dre      | Dr. Dre                       | 5:11  | 1. Vers: Eminem 2. Vers: Bizarre, Kuniva, Kon Artis, Proof 3. Vers: Swift, Kon Artis Refrain: Eminem, Dr. Dre      |
| 7  | American Psycho                             |              | Eminem                        | 4:36  | 1. Vers: Eminem 2. Vers: Bizarre 3. Vers: Kon Artis Refrain: Eminem                                                |
| 8  | That’s How (Skit)                           |              |                               | 0:37  | Kon Artis |
| 9  | That’s How...                               |              | Denaun Porter und Eminem (Co) | 4:49  | 1. Vers: Kuniva, Proof, Kon Artis, Swift 2. Vers: Kuniva, Proof, Kon Artis, Bizarre, Swift Refrain: D12            |
| 10 | Purple Pills                                |              | Eminem                        | 5:05  | 1. Vers: Eminem, Kuniva, Kon Artis 2. Vers: Proof, Swift 3. Vers: Bizarre Refrain: Eminem                          |
| 11 | Fight Music                                 |              | Dr. Dre                       | 4:22  | 1. Vers: Kon Artis, Bizarre 2. Vers: Proof, Swift, Kuniva, Eminem Refrain: Eminem                                  |
| 12 | Instigator                                  |              | Eminem und Jeff Bass (Co)     | 4:58  | 1. Vers: Kuniva, Swift 2. Vers: Kon Artis, Proof 3. Vers: Swift Refrain: Swift                                     |
| 13 | Pimp Like Me                                | Dina Rae     | Eminem                        | 5:57  | 1. Vers: Swift 2. Vers: Proof, Kon Artis, Kuniva 3. Vers: Bizarre Refrain: Eminem, Dina Rae Intro/Outro: Kuniva    |
| 14 | Blow My Buzz                                |              | Eminem und Jeff Bass (Co)     | 5:10  | Intro: Swift 1. Vers: Eminem 2. Vers: Bizarre, Swift 3. Vers: Kuniva, Kon Artis, Proof Refrain: Kon Artis          |
| 15 | Obie Trice (Skit)                           | Obie Trice   | Denaun Porter                 | 1:07  | Vers: Obie Trice                                                                                                   |
| 16 | Devils Night                                |              | Eminem und Jeff Bass (Co)     | 4:19  | 1. Vers: Eminem, Swift 2. Vers: Kon Artis, Kuniva 3. Vers: Bizarre Refrain: Eminem                                 |
| 17 | Steve Berman (Skit)                         | Steve Berman |                               | 0:50  | Eminem, Steve Berman                                                                                               |
| 18 | Revelation                                  |              | Dr. Dre                       | 5:48  | 1. Vers: Bizarre, Kon Artis, Eminem 2. Vers: Swift, Kuniva, Proof Refrain: Eminem                                  |
| 19 | Girls (Hidden-Track)                        |              | Eminem                        | 5:35  | Eminem-Solo |

Bonus-CD:
| # | Titel             | Gastbeiträge | Produzent                     | Länge | Besetzung                                                                                          |
| - | ----------------- | ------------ | ----------------------------- | ----- | -------------------------------------------------------------------------------------------------- |
| 1 | Shit on You       |              | DJ Head und Eminem (Co)       | 5:14  | 1. Vers: Swift 2. Vers: Bizarre, Eminem 3. Vers: Kon Artis, Kuniva 4. Vers: Eminem Refrain: Eminem |
| 2 | Words Are Weapons |              | Eminem                        | 4:09  | 1. Vers: Eminem 2. Vers: Swift 3. Vers: Bizarre Refrain: Eminem                                    |
| 3 | These Drugs       |              | Eminem, Jeff Bass und DJ Head | 4:44  | 1. Vers: Eminem, Bizarre 2. Vers: Swift, Proof Refrain: Eminem                                     |

## Chartplatzierungen und Singles
Devils Night stieg in der 27. Kalenderwoche des Jahres 2001 auf Platz 5 in die deutschen Charts ein und belegte in den folgenden Wochen die Plätze 10 und 7, bevor es sich nochmal für zwei Wochen auf Platz 5 festsetzte. Insgesamt konnte sich das Album 18 Wochen in den Top 100 halten. In den deutschen Jahrescharts 2001 belegte der Tonträger Rang 49.
| ChartsChartplatzierungen       | Höchstplatzierung | Wochen |
| ------------------------------ | ----------------- | ------ |
| Deutschland (GfK)              | 5 (18 Wo.)        | 18     |
| Österreich (Ö3)                | 12 (13 Wo.)       | 13     |
| Schweiz (IFPI)                 | 7 (13 Wo.)        | 13     |
| Vereinigtes Königreich (OCC)   | 2 (23 Wo.)        | 23     |
| Vereinigte Staaten (Billboard) | 1 (22 Wo.)        | 22     |

| ChartsJahrescharts (2001)      | Platzierung |
| ------------------------------ | ----------- |
| Deutschland (GfK)              | 49          |
| Vereinigtes Königreich (OCC)   | 53          |
| Vereinigte Staaten (Billboard) | 39          |

Als Singles wurden Shit on You, Purple Pills und Fight Music ausgekoppelt.

## Verkaufszahlen und Auszeichnungen
In den USA verkaufte sich das Album in der ersten Woche 372.000 Mal und erhielt für über eine Million Verkäufe eine Platin-Auszeichnung.
| Land/Region                  | Auszeichnungen für Musikverkäufe (Land/Region, Auszeichnung, Verkäufe) | Verkäufe  |
| ---------------------------- | ---------------------------------------------------------------------- | --------- |
| Australien (ARIA)            | Platin                                                                 | 70.000    |
| Dänemark (IFPI)              | Platin                                                                 | 20.000    |
| Frankreich (SNEP)            | Gold                                                                   | 150.000   |
| Kanada (MC)                  | 3× Platin                                                              | 300.000   |
| Neuseeland (RMNZ)            | Platin                                                                 | 15.000    |
| Norwegen (IFPI)              | Gold                                                                   | 25.000    |
| Vereinigte Staaten (RIAA)    | Platin                                                                 | 1.000.000 |
| Vereinigtes Königreich (BPI) | Platin                                                                 | 300.000   |
| Insgesamt                    | 2× Gold · 8× Platin ·                                                  | 1.880.000 |

## Kritiken
Devils Night wurde von Kritikern überwiegend durchschnittlich bewertet. Die Seite Metacritic errechnete aus elf Kritiken englischsprachiger Medien einen Schnitt von 58 %.
- laut.de gab Devils Night vier von möglichen fünf Punkten. Es wird hervorgehoben, dass Eminem sich deutlich von den anderen Crew-Mitgliedern abhebt:

„Zwar hört man Mr. Mathers wie erwartet in jedem zweiten Hook und mit seinen Skillz rappt er die anderen D-12-Mitglieder Kon Artis, Proof, Swift, Kuniva und Bizarre auch an die Wand, doch es entsteht kein zu großer Riss zwischen dem Superstar und seinen unbekannten Kollegen. Denn diese versuchen, mit ihren Flows und zuweilen lustigen Ideen dagegen zuhalten. […] Überhaupt führen D-12 die zumeist vor Ironie triefende lyrische Linie der beiden Eminem-Alben konsequent fort. […] Bei den Beats hingegen sind keine Spielereien zu erwarten, es geht sehr ernst und straight zur Sache.“

- Die Internetpräsenz der taz stellt das Album als provokant dar:

„Mit ‚Devil's Night‘ hat das ‚dreckige Dutzend‘ aus der Autostadt Detroit ein völlig übertriebenes, von schwarzem Humor strotzendendes Gangster-Rap-Opus aufgenommen. Auch wenn ‚Devil's Night‘ weniger selbstreflexiv ist als Eminems Soloalben, eines wird auch bei D12 sofort deutlich: Das ‚Böse Buben‘-Image ist von vornherein kalkuliert. […] Musikalisch haben D12 unter tatkräftiger Mithilfe von Dr. Dre das klassische HipHop-Schema längst verlassen. Während sie auf Songs wie dem erwähnten ‚Revelation‘ gekonnt Rockcrossover (inklusive Gitarrensolo) betreiben, integrieren sie auf dem Rest des Albums Elemente wie Mundharmonika (auf der Drogenhymne ‚Purple Pills‘) und Falsettgesang.“